# Casa Padellàs

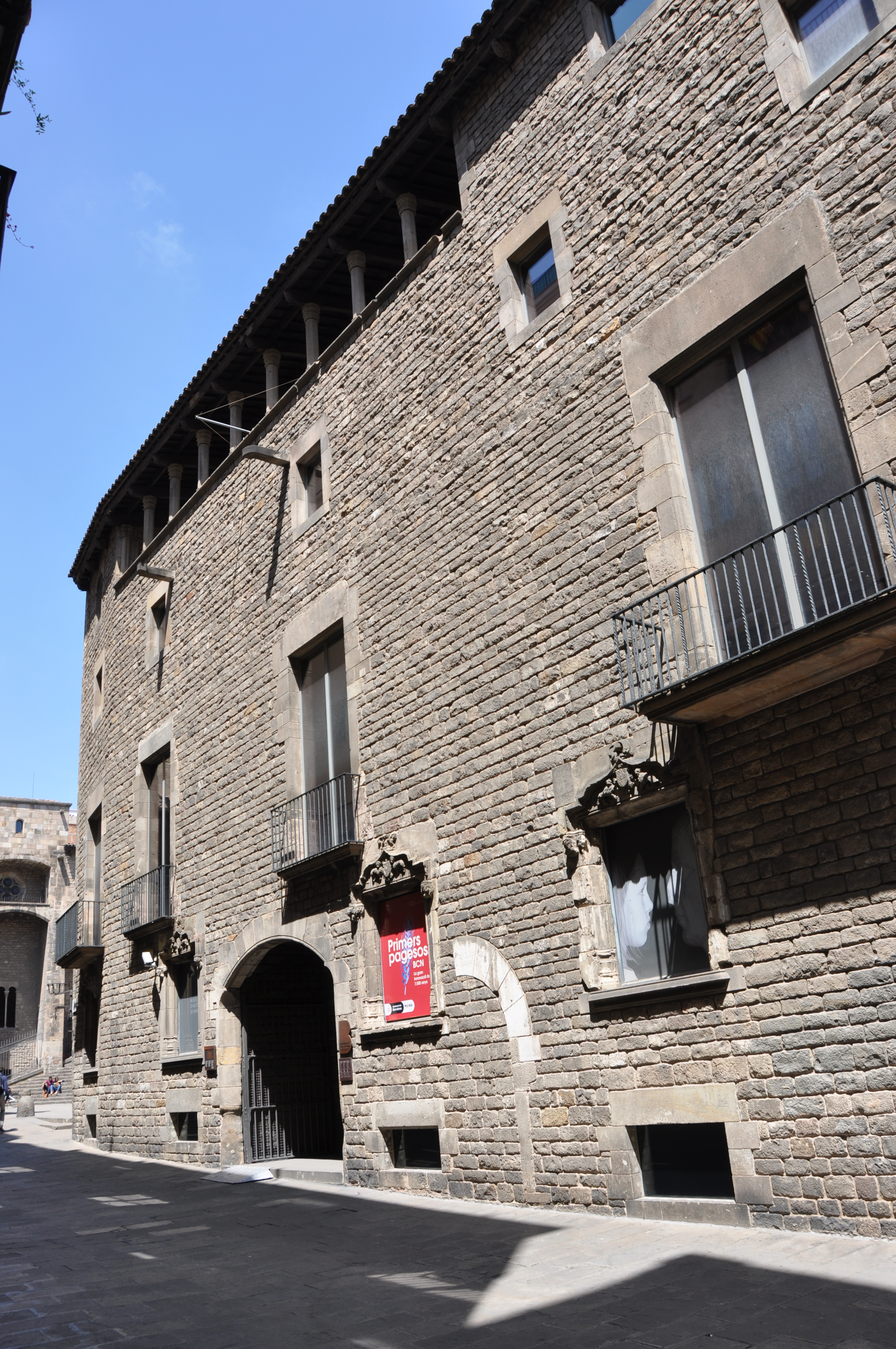
MUHBA- Maison de Padellas.350002

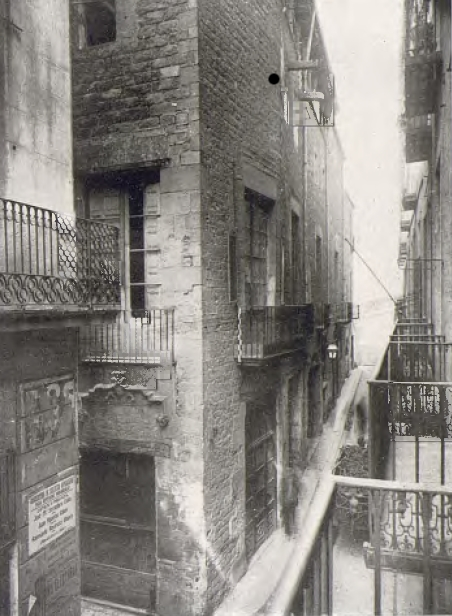
Le bâtiment à son emplacement d'origine

La Casa Padellàs est un palais gothique de Barcelone, situé à l'origine au numéro 25, Carrer Mercaders. La construction de la Via Laietana au début du XXe siècle le menaçant de démolition, le bâtiment a été démonté en 1931 et déplacé sur la Plaça del Rei, dans le quartier gothique de Barcelone. Depuis 1943, il abrite le Musée d'Histoire de la Ville de Barcelone. Il est catalogué depuis 1962 comme Bien Culturel d'Intérêt National ,.

## Architecture
Sa conception est celle des palais gothiques catalans. La façade est simple, sans accent particulier sur la décoration. Les fenêtres présentent des motifs décoratifs Renaissance en dessous, les fenêtres supérieures n'ayant été ouvertes qu'à la fin du XVIIIe siècle. L'extérieur du bâtiment n'est percé que par le portail principal, qui donne accès à la cour centrale du bâtiment. Dans cet espace se trouvent l'entrée actuelle du Musée d'Histoire de la Ville de Barcelone, un puits et l'escalier principal qui entoure le patio pour accéder à l'étage noble. La cour est entourée d'une arcade d'arcs gothiques, avec une autre galerie au-dessus de celle-ci soutenant le toit.
A l'intérieur, des salles sont adaptées à sa fonction actuelle et utilisées comme espaces d'exposition. Sa décoration originale n'a pas été conservée lors de la déconstruction, de la reconstruction et du déplacement du bâtiment.

## Histoire
À partir des registres des impôts fonciers médiévaux, on peut déduire que le Palau Padellàs a été construit entre 1497 et 1515 à l'intersection des rues Mercaders et Tarascó. Le projet a probablement été entrepris par Joan d'Hostalric-Sabastida i Llull, conseiller royal et gouverneur des comtés de Rosselló et de Cerdagne, qui a été anobli en 1513.
Au cours du XVIIIe siècle, il devint propriété de la famille Padellàs, de qui il tient son nom. Francesc de Padellàs défendit Barcelone pendant la guerre de Succession d'Espagne, mais lorsque la défaite de la ville fut imminente, il changea de camp et soutint la cause des Bourbons. En 1759, son fils, Bernardí de Padellàs, fut anobli par Charles III de l'Espagne. Au cours des premières décennies du XXe siècle, la maison a changé de propriétaire à plusieurs reprises jusqu'en 1928, date à laquelle elle a été acquise par la ville de Barcelone. Après son déménagement en 1931 et la fin de la guerre civile espagnole (1936-1939), il fut décidé de transformer le Palau Padellàs en siège du Musée d'histoire de la ville de Barcelone.

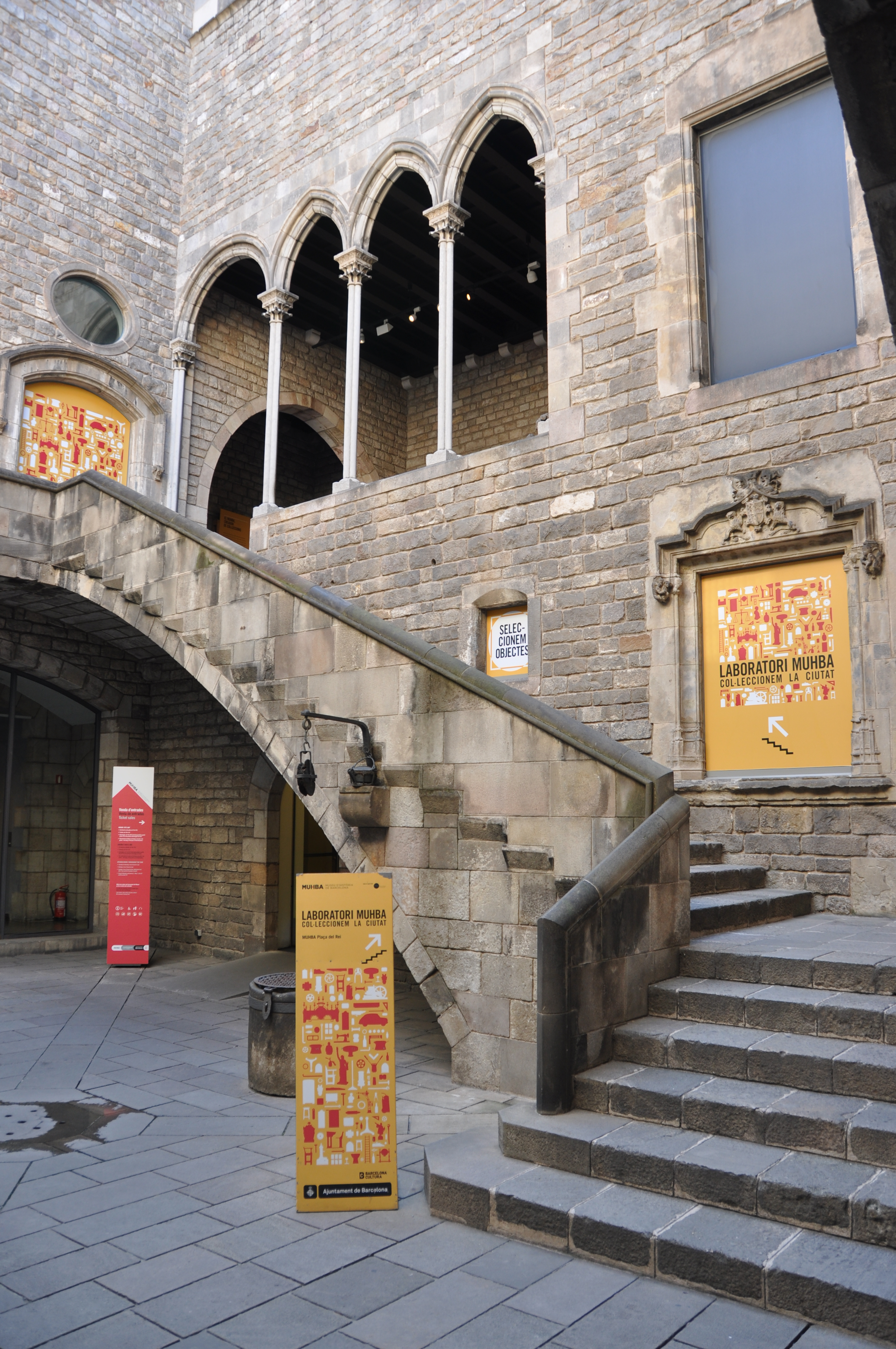
Cour de la Casa Padellàs

Aujourd'hui, le Palau Padellàs est l'un des principaux espaces d'exposition du Musée d'histoire de la Ville de Barcelone. Depuis 1996, il a accueilli plusieurs expositions notables.

## Source de traduction
- (en) Cet article est partiellement ou en totalité issu de l’article de Wikipédia en anglais intitulé « Casa Padellàs » (voir la liste des auteurs).